# Саґабескіріо
Саґабескіріо (груз. საგაბესკირიო) — село в Грузії.
За даними перепису населення 2014 року в селі проживає 11 осіб.